# 三氧化二钴
三氧化二鈷（Co2O3），是鈷的黑色氧化物，常用於玻璃、陶磁製品的上彩，也就是知名的鈷藍色，此種特製鈷藍玻璃亦用於精細的玻璃加工業中做為濾光眼鏡以去除熱玻璃所發出的鈉黃光，讓操作員更能看清楚玻璃的細節。

## 製備
可利用次氯酸鈉作為氧化劑，把氧化亞鈷氧化後得三氧化二鈷。